# Sterle
Sterle je priimek več znanih Slovencev:
- Andreja Sterle Podobnik (*1976), ultramaratonka, menedžerka
- Barbara Sterle Vurnik, umetnostna zgodovinarka, kustosinja
- Barbara Sterle Zorec, farmacevtka
- Dušan Sterle (*1948), slikar, ilustrator, grafik in oblikovalec
- Dušan Sterle (*1966), ekonomski diplomat
- Franjo Sterle (1889—1930), slikar in risar
- Jadran Sterle (1949—2014), (TV) scenarist, režiser in novinar
- Jože Sterle, politik ?
- Maksimiljan (Milan) Sterle (*1946), biolog, univ. profesor, ljubiteljski hortikulturnik
- Marko Sterle (1936—2004), zdravnik, pisatelj, publicist
- Matevž Sterle, konservator-restavrator
- Meta Sterle (*1938), etnologinja, muzealka (Loški muzej)
- Rudolf Sterle (1873—1948), pravnik, pravni pisec in prevajalec
- Silva Sterle (1918—2024), stoletnica
- Urška P. Sterle (*1979), pisateljica, prevajalka, performerka, aktivistka LGBT
- Vasja Sterle (1943—1990), orientalist-turkolog, bibliotekar, muzikolog?
- Vida Sterle (1924—2017), klinična psihologinja